# Catherine Merridale

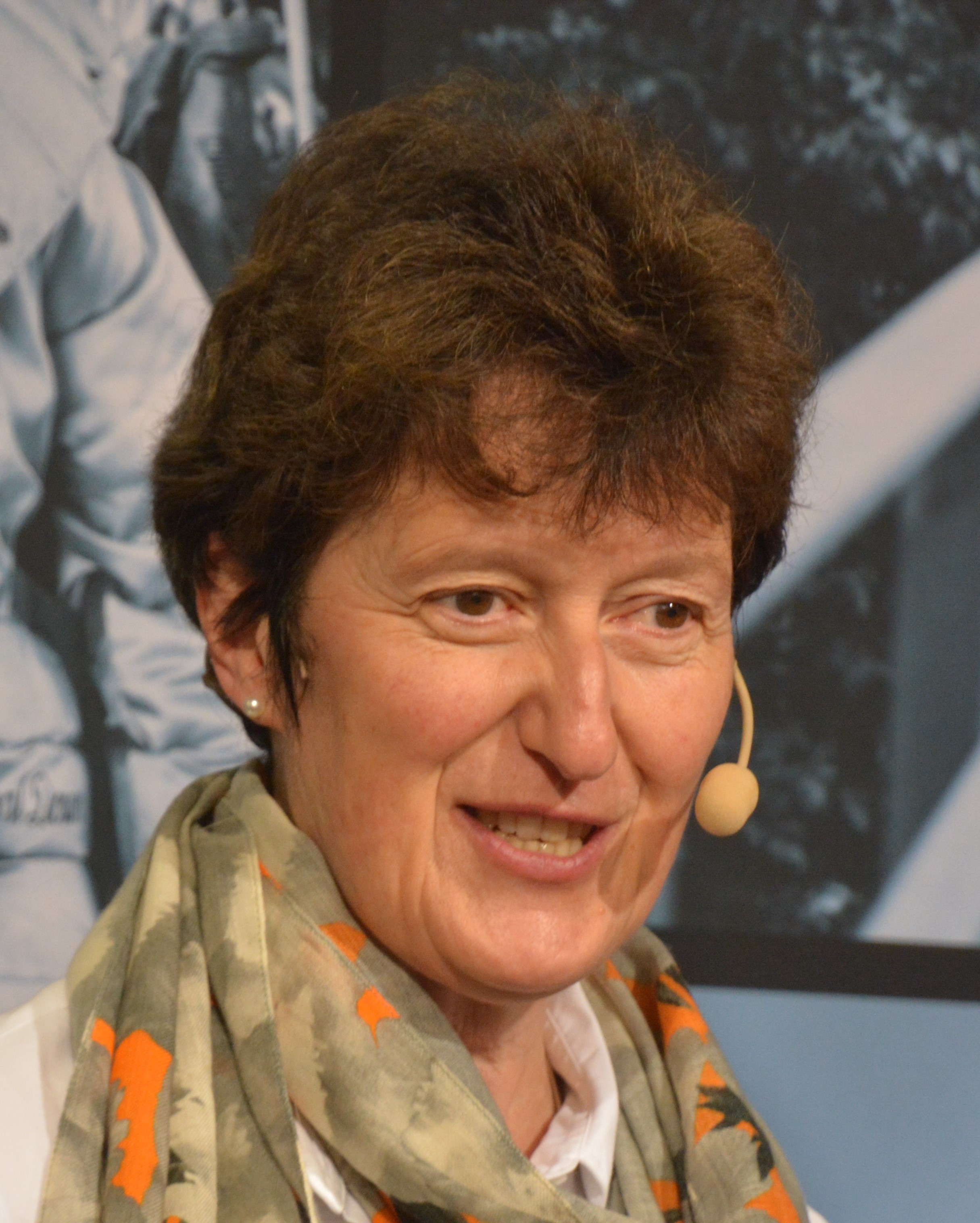
Catherine Merridale, 2017

Catherine Merridale (* 12. Oktober 1959 in Großbritannien) ist eine britische Historikerin, Hochschullehrerin und Autorin.

## Leben
Merridale erlernte bereits in ihrer Schulzeit die Russische Sprache und besuchte das Land bereits im Alter von 18 Jahren. Sie schloss ihre Studien im Fach Geschichte mit einem Bachelorexamen in Cambridge am dortigen King’s College ab. Für ihre Dissertation über die KPdSU unter Josef Stalin ging sie für ein Jahr nach Moskau. Sie wurde 1987 in Cambridge promoviert und war anschließend Dozentin am King’s College. Von 1993 bis 2004 war sie Professorin für Geschichte an der University of Bristol und von 2004 bis 2014 Professorin für Zeitgeschichte an der Queen Mary University of London. Nachdem sie sich seit 2014 aus der vollzeitlichen akademischen Arbeit zurückgezogen hat, ist sie nun Forschungsbeauftragte am Institute of Historical Research, University of London. Sie widmet sich seitdem auch als freie Autorin dem Verfassen von Artikeln für Fachzeitschriften, Zeitschriften und Zeitungen.
Merridale ist die Verfasserin von mehreren Büchern über Russische Geschichte und Militärgeschichte. Ihre Beiträge für Zeitschriften und Zeitungen erschienen zum Beispiel in London Review of Books, New Statesman, The Independent, The Guardian und Literary Review.

## Preise und Auszeichnungen
- Britain’s Heinemann Award for Literature für Night of Stone
- 2006: Arthur Gutzeit Book Award for Best Book on Military History des New York Military Affairs Symposium für Ivan’s War
- Pushkin House Russian Book Prize für Red Fortress
- 2013: Wolfson History Prize für Red Fortress
- 2016: Mitglied der British Academy

## Veröffentlichungen
- Moscow Politics and the Rise of Stalin: The Communist Party in the Capital, 1925–1932. St. Martin’s Press, New York City 1990, ISBN 0-312-04799-1.
- The Communist Party in Moscow 1925–1932. University of Birmingham, 1987, OCLC 757129422 (Dissertation, Thesis (Ph. D.) University of Birmingham, 1987, 290 Seiten Volltext online PDF, kostenfrei, 290 Seiten, 19,9 MB).
- Night of Stone: Death and Memory in Twentieth-Century Russia. Viking, New York City 2001, ISBN 0-670-89474-5.
  - Steinerne Nächte: Leben und Sterben in Russland. Übersetzung Enrico Heinemann. Blessing, München 2001, ISBN 3-89667-081-6.
- Culture and Combat Motivation. Sage Publications, London 2006.
- Ivan’s War: Life and Death in the Red Army, 1939–1945. Metropolitan Books, New York City 2006, ISBN 0-8050-7455-4.
  - Iwans Krieg. Die Rote Armee 1939–1945. Übersetzung Hans Günter Holl. S. Fischer Verlag, Frankfurt am Main 2006, ISBN 3-10-048450-9; Fischer-Taschenbuch, Frankfurt am Main 2008, ISBN 978-3-596-17386-0.
- Red Fortress: History and Illusion in the Kremlin. Metropolitan Books, New York City 2013, ISBN 978-0-8050-8680-5.
  - Der Kreml. Eine neue Geschichte Russlands. Übersetzung Bernd Rullkötter. S. Fischer, Frankfurt am Main 2014, ISBN 978-3-10-048451-2.[1]
- Lenin on the Train. UK: Penguin, 2016
  - Lenins Zug. Die Reise in die Revolution. Übersetzung Bernd Rullkötter. S. Fischer, Frankfurt am Main 2017, ISBN 978-3-10-002274-5.[2]